# チャド・クルーガー
チャド・クルーガー（Chad Robert Kroeger、1974年11月15日 - ）は、カナダのミュージシャン、ボーカリスト、ギタリスト。
ロックバンド、ニッケルバックの中心人物であり、ベーシストのマイク・クルーガーは実兄。元メンバーで初代ドラマーのブランドン・クルーガーは従兄弟にあたる。

## 来歴
カナダのアルバータにて生まれる。
13歳の頃からギターを弾き始め、1990年代に入ると、マイク、ライアン・ピークとの3人でバンドを結成、これが後のニッケルバックの前身となる。以降のニッケルバックとしての活動は当該項目を参照のこと。
ソロ活動では、2002年の映画『スパイダーマン』の主題歌「Hero」を製作、ヒットさせている。また、同年サンタナのアルバム「シャーマン」の中の「Why Don't You & I」と、2007年のシングル「Into the Night」で彼と共演を果たしている。
プライベート・レーベル「604 Records」を立ち上げた。

## 音楽性
ニッケルバックではリズムギターだけでなく、時にはリードも取る。バンドの音楽性やメンバー構成などもあり、「メタリカのジェイムズ・ヘットフィールドを彷彿とさせる」と評されたことも。
ギターのトーンは、エレクトリックとアコースティック両方のサウンドを混ぜた出力であり、ハードなサウンドの中にもアコースティック・サウンドが頻出する、ニッケルバックの楽曲においては需要の高い機能である。

## 使用機材
メイン・ギターは、2004年製のPRSのシングルカットモデルを始め、数本揃えている。
2010年に、ギブソン・レスポールにピエゾPUを搭載したシグネイチャー・モデル「Blackwater」を発表した。
ライブでは、ライアンとともにボーカル・マイクをメインマイクとエフェクト用マイクの2本揃えて、スタジオでのサウンドを再現するのが大きな特徴である。ギター・サウンドにおいても、ライブでは他の楽器の音が混ざらないよう、アンプのキャビネットを独立したアイソレーションボックスに入れて音を拾い、クリアなサウンドを実現している。

## 人物
アヴリル・ラヴィーンと半年間の交際を経て、2012年8月8日に婚約、翌年7月1日に南フランスで挙式したが、2015年に破局。